# 오노조시
오노조시(일본어: 大野城市)는 일본 후쿠오카현 중서부에 있는 시이다. 

## 지리
후쿠오카시의 남동쪽에 위치하여 후쿠오카의 베드타운으로 기능하고 있다. 시 중앙부를 가고시마 본선과 니시테쓰 덴진오무타선이 병행해 가로지른다. 북부는 간선도로가 통과해 사업소가 많이 입지한다. 남부는 산이 많은 지형이지만 신흥 주택지가 펼쳐져 있다. 남부의 우시쿠비산에 있는 우시쿠비댐에서는 우시쿠비강의 흐름이 시작되어 미카사강과 합류할 때까지 시역을 만곡해 흐른다.

## 인접하는 자치체
- 후쿠오카시(하카타구)
- 가스가시
- 다자이후시
- 지쿠시노시
- 가스야군 우미정
- 지쿠시군 나카가와정

## 역사
663년 백강 전투에서 일본이 대패한 후 665년에는 덴지 천황의 명령으로 현재의 오노조시에 해당하는 오노산에 백제인 억례복류와 사비복부의 설계를 따라 고대 산성인 오노성이 축성되어 외교와 관계된 관청 방위를 도모했다. 원래의 지명은 "오노"였지만 이미 후쿠이현에 오노시가 있었기 때문에 오노성의 이름과 연관된 "오노조시"라는 시명을 채택했다.
- 1889년 4월 1일 - 정촌제 시행으로 미카사군 오노촌이 성립하였다.
- 1896년 4월 1일 - 나카군·무시로다군·미카사군이 통합해 지쿠시군이 성립하였다.
- 1950년 10월 1일 - 정으로 승격해 지쿠시군 오노정이 되었다.
- 1972년 4월 1일 - 시로 승격함과 동시에 개칭해 오노조시가 되었다.

## 교통

### 철도
- 규슈 여객철도 가고시마 본선
- 서일본 철도 덴진오무타선

### 도로
- 규슈 자동차도
- 후쿠오카 고속도로
- 국도 3호선